# Seaguard
Il Seaguard è un sistema CIWS multinazionale, sviluppato da un consorzio comprendente Contraves, Oerlikon e Plessey per difendere le navi da attacchi aerei e soprattutto missilistici.

## Struttura
Esso si basa non su un'arma a cadenza di tiro elevatissima, Gatling a canne rotanti, ma su un complesso di 4 armi a canna singola, che nel complesso hanno un volume di fuoco adeguato. Esse sono infatti le mitragliere Oerlikon KBB, con cartuccia 25x184mm e con una cadenza di tiro di 800 colpi al minuto ciascuna, ciascuna con un freno di bocca a luci multiple.
Esse sono sistemate in 2 coppie sovrapposte, strettamente assemblate, con una serie di tralicci che le tiene saldamente stabili sulla posizione riducendo al massimo la dispersione e quindi aumentando la gittata utile. Le canne sono ricoperte da una camiciatura, probabilmente contenente acqua per il raffreddamento.
L'affusto vero e proprio, noto come Sea Zenith GMB-1B1Z, ha una curiosa postura: anziché essere verticale è inclinato verso l'indietro, con una struttura vagamente rettangolare. Questo sistema è estremamente agile e pensato per seguire anche i missili con attacco verticale e in qualsiasi altra modalità. Mentre altri sistemi hanno un alzo di 75 gradi se di impiego generale o di 85 se CIWS, il Sea zenith ha un alzo massimo di ben 127 gradi, e malgrado l'originale sistemazione, con una depressione di 20 gradi ugualmente garantita. Le munizioni sono di vari tipi, come l'HE-I, esplosiva incendiaria, e l'AMDS anti missile a rivestimento di sabot, ovvero munizioni decalibrate che garantiscono una velocità di oltre 1200 metri al secondo. Essi sono particolarmente studiati per ingaggiare missili antinave.
La direzione di tiro è di pertinenza britannica, con una sistemazione, a differenza di altri tipi, disgiunta dall'affusto, cosa che comporta vantaggi e svantaggi. Tra questi ultimi la necessità di prevedere spazi e ingombri aggiuntivi oltre a quelli della torre, per cui il peso del sistema da solo è sottostimato rispetto alle reali esigenze del sistema. Tra i primi la possibilità di scegliere apparati di fuoco con maggiore facilità. Il sistema di guida comporta un radar in banda K, un sistema televisivo con camera termica aggiuntiva, un telemetro laser, in modo da rendere possibile l'uso dell'arma anche senza radar operativo. Il numero degli ingaggi possibile raggiunge anche i 18 senza ricaricare i 1660 colpi sistemati sotto coperta, quindi un ulteriore aggravio di requisiti per la nave, ma ciascuna delle mitragliere ha 410 colpi con alimentazione indipendente che rende possibile un'autonomia di tiro eccellente.

## Successo
Comparato al Phalanx il Seaguard ha la necessità di spazi liberi sottoponte e di sistemi esterni per la designazione e il controllo del tiro. Il peso è simile oppure maggiore, a seconda di come si conteggia.
La caratteristica di avere 4 armi da 25mm indipendenti anche come alimentazione rende il Seaguard più affidabile, almeno sulla carta, anche se richiede maggiore complessità per il meccanismo di alimentazione. Le granate sono pesanti l'80% in più di quelle da 20mm, la cadenza di tiro complessiva è paragonabile, ma la gittata utile di tiro è maggiore almeno nel caso di ingaggi contro aerei, fino a 2500-3500 m mentre è uguale contro missili (max 1500 m). La semplicità del Phalanx, che sopra la coperta ha una struttura del tutto autosufficiente ha anche inconvenienti, come quello di affidarsi a una sola arma che, in caso di guasti, riduce subito a 0 il volume di tiro, mentre l'arma richiede del tempo per raggiungere la massima cadenza di tiro, essendo da vincere l'inerzia delle canne rotanti.
Il Seaguard, sicuramente più costoso, ha trovato, essendo oltretutto un prodotto di sola esportazione, un successo limitato essenzialmente alle Yavuz turche che ne hanno ricevuto ben 3 esemplari, 2 a poppa e 1 a prua, ciascuna. Queste fregate classe MEKO 200T sono state il principale utente di questo CIWS, mentre la Marina Militare italiana ha valutato a sua volta il Seaguard, ma ha scelto poi il cannone da 76mm come successore del CIWS Dardo. Il Seaguard, nonostante le sue indubbie qualità non ha quindi trovato il successo di Phalanx, Dardo, Super Rapido e Goalkeeper.

## Varianti
Da notare che un sistema simile è stato invece adottato dall'Esercito Italiano, con una torretta armata con 4 mitragliere da 25mm installata su di un M113 modificato, chiamato SIDAM. Esso ha avuto molte critiche, però, perché per ospitare le 4 armi il sistema di controllo tiro, specie per l'assenza di radar, è stato ridotto eccessivamente, essenzialmente ad un calcolatore di tiro, un telemetro laser e una camera a intensificazione di luce.
Concepito come equivalente dello ZSU-23-4 Shilka, esso ha abbandonato il radar di condotta di tiro, anche se è possibile collegarlo a radar di scoperta di tiro esterni. Ma nell'insieme le sue caratteristiche sono state sostanzialmente un regresso rispetto a quelle del sistema sovietico di 25 anni prima, come anche la cadenza di tiro, che essendo data da mitragliere di tipo diverso da quelle del Seaguard, è limitata a circa 2400 colpi complessivi, con 640 pronti al tiro (Seaguard: 3200c.min con 1660 pronti, ZSU 3200-4000 con 2000 colpi complessivi presenti nel sistema di alimentazione). Uno degli ultimissi sistemi semoventi di artiglieria antiaerea ordinato in quantità, il SIDAM è risultato anche quello più criticato, almeno considerando i soli apparati entrati in servizio (quindi eccettuati sistemi come il DIVAD).